# Unterricht

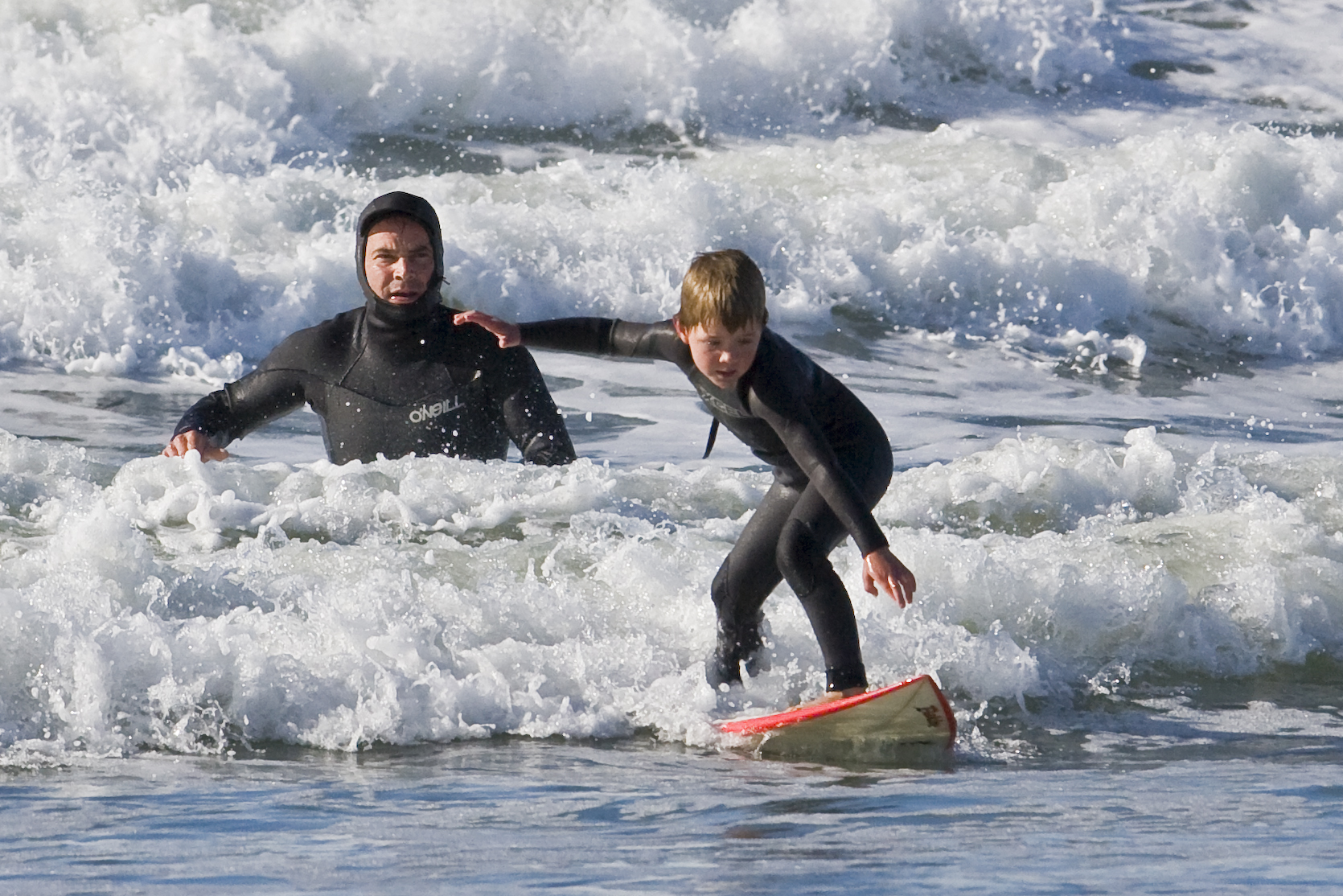
Ein Vater gibt seinem Sohn Surfunterricht.

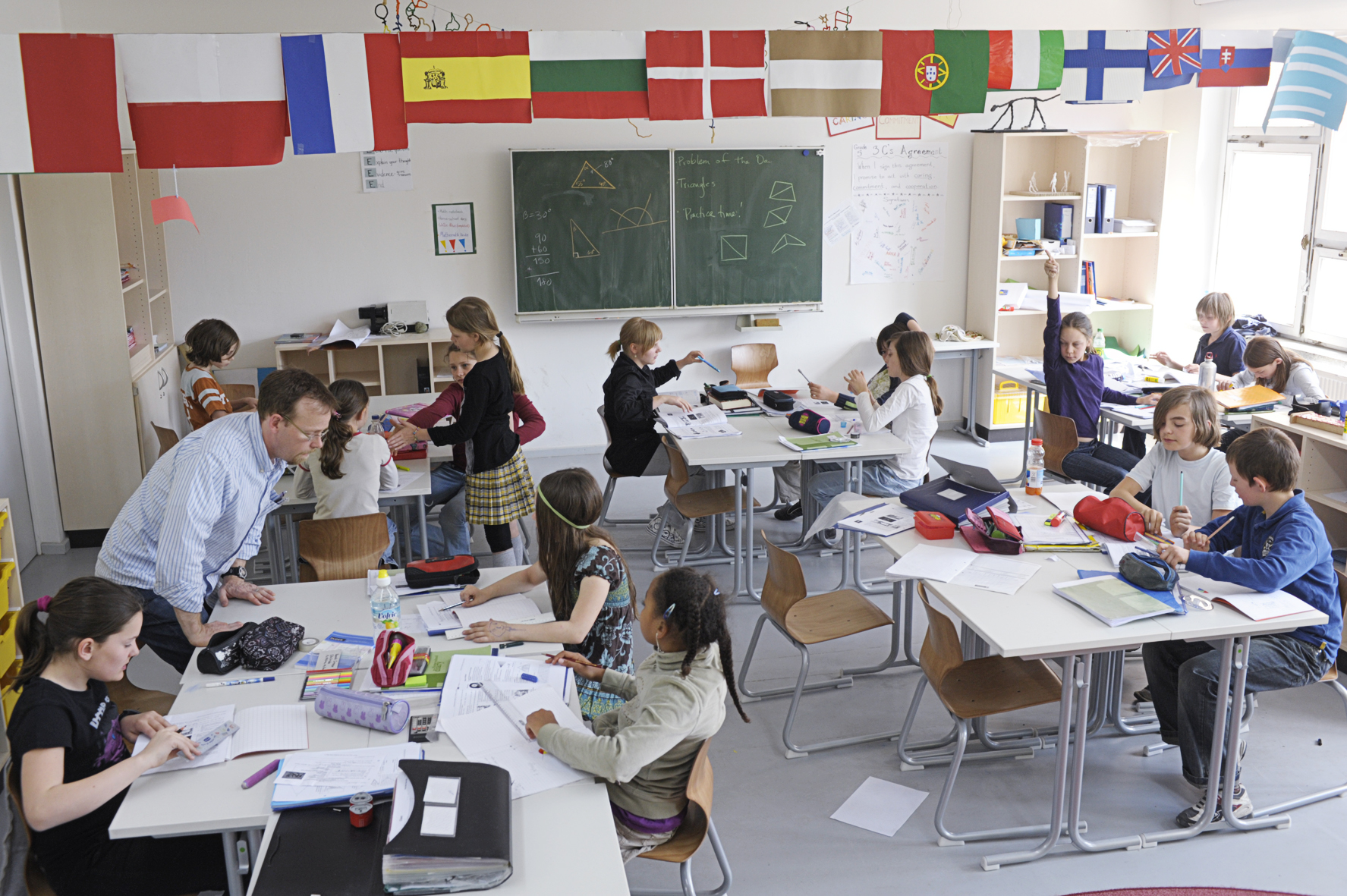
Offener Unterricht in einer Schulklasse

Unterricht im allgemeinen Sinn ist von einem Lehrer geplant, zielorientiert, thematisch abgegrenzt und zeitlich ausreichend, um Lernenden zu ermöglichen, sich Fertigkeiten und Wissen anzueignen. Häufig findet Unterricht in einer Institution wie der Schule oder Hochschule statt, daneben in vielen Bereichen: Fahrschule, Tanzschule, Schwimmschule etc. Es gibt ihn auf allen Ebenen des Bildungssystems: Kindergarten, Schule, berufliche Bildung, Erwachsenen- und Weiterbildung, Hochschule, daneben auch den Selbstunterricht, etwa durch das Studium von Büchern. Die theoretischen Grundlagen des Unterrichts liefern die Erziehungswissenschaften, die Pädagogik und Didaktik, nach der klassischen Formel von Johann Friedrich Herbart: „Jeder Unterricht erzieht“.

## Unterrichtsmerkmale
In der Unterrichtsdefinition eines Lexikons am Ende des 19. Jahrhunderts wird unter Rückgriff auf Wilhelm von Humboldt unterschieden „zwischen formellem und materiellem Unterricht, wovon der erstere vorzüglich die Entwicklung, Übung und Vervollkommnung der geistigen Anlagen, der letztere mehr die Aneignung bestimmter Kenntnisse und Fertigkeiten zum Zweck hat; ferner zwischen idealem und realem, wovon jener auf Herausbildung von Ideen oder auf Vernunftbildung im engern und höhern Sinn, dieser aber auf Bildung für die praktischen Zwecke des Lebens sich richtet“. Beide Unterscheidungen sind für den gegenwärtigen Unterricht noch relevant: Wolfgang Klafki hat die formale und die materiale Seite der Bildung in der schulischen Unterrichtstradition zur kategorialen Bildung zusammengeführt, wo am geeigneten Gegenstand das Denken optimal gefördert wird. In Hinsicht auf den Zweck von Unterricht stehen die Anhänger einer Persönlichkeitsbildung und Selbstbestimmung denen einer stärker lebenspraktischen oder berufsvorbereitenden Orientierung gegenüber.
Moderne Definitionen heben am Unterricht den Kommunikationsprozess hervor: ein Interaktionsgeschehen, bei dem Individuen unter pädagogischer Begleitung in planmäßig initiierten und geführten Lernprozessen, zum Ziele ihrer Qualifikation, Personalisation und Sozialisation, ausgewählte Inhalte von Kultur aufnehmen und weiterentwickeln (Schulauftrag nach Helmut Fend).
Staatlich organisierter Unterricht ist durch öffentliche Kontrolle und ggfs. sogar Zwang gekennzeichnet. Sinnvoll wird Unterricht durch die Annahme, man könne das kulturelle Gedächtnis der Gesellschaft an die nächste Generation weitergeben. Als Navigator wird bis heute der Lehrplan angesehen und durchgesetzt. Unterricht wird u. a. im Bewusstsein von Lehrenden und Lernenden als in Hinsicht auf einen sozialen Auf- oder Abstieg relevant für die Zukunft in einer Wissensgesellschaft und einer globalisierten Welt transportiert. Gleichzeitig wird Wissenserwerb im Unterricht als Qualifizierung für einen Beruf angesehen.

## Unterrichtsarten
Die häufigste und bekannteste Form ist der Schulunterricht, welcher auch – zur Unterscheidung zum Fernunterricht –  (in Deutschland) Nahunterricht, Direktunterricht oder Präsenzunterricht genannt wird. Hier werden Schüler in einer anwesenden Gruppe durch einen Lehrer in der Institution Schule unterrichtet. Weitere Formen:
- Einzelunterricht findet oft als Hausunterricht statt, wenn etwa der Schüler in abgelegenen Gegenden wohnt (gängig beispielsweise im australischen Outback). Historische Form: Hofmeister als Hauslehrer.
- Förderunterricht, teils auch als Forderunterricht bezeichnet, um eine deutliche Abgrenzung zu Nachhilfestunden zu erreichen, ist geeignet, Fertigkeiten jenseits der Bildungspläne zu vermitteln (Musikinstrument, Sport) und die Wissens- und Könnensgebiete entlang der Interessen des Kindes auszubauen. Sie sind ein wichtiger Aspekt zur Allgemeinbildung und der Erziehung des Kindes.
- Unterricht in Form eines Projekts dient der Selbstständigkeit des Lernenden. Projekte können einen mehr oder weniger großen Raum im Unterrichtsverlauf einnehmen oder in eigenen Zeiten (Projektwoche) stattfinden.

## Unterrichtsforschung

Das Angebots-Nutzungs-Modell nach Andreas Helmke (2007)

Die Unterrichtsforschung richtet sich auf die Wirkungen des Unterrichts und sucht nach deren Ursachen, zunächst beim Lehrer (teacher effectiveness research). Historisch begann sie bei der Lehrerpersönlichkeit (s. u.). Mit der kognitiven Wende der Psychologie hat sich das Prozess-Produkt-Paradigma (PPP) als Modell durchgesetzt: (1) Erhebung von Prozessmerkmalen des Unterrichts, (2) Messung von Veränderungen, (3) Korrelation zwischen (1) und (2). Hinzu kommen als weitere Faktoren die Rahmenbedingungen des Unterrichts bei den Lernenden (Klassenkontext) und Mediationsprozesse (Motivation und situative Interpretationen der Lernenden). Andreas Helmke versteht Unterricht als Angebot, dem auf Seiten der Schüler die Nutzung entspricht, wobei er allerdings reziproke Wirkungen nicht ausschließt. 2007 hat er ein Angebot-Nutzungs-Modell vorgelegt:
In der schulpädagogischen und lernpsychologischen Forschung wurden oft die Ergebnisse erfolgreichen Lernens dargestellt. Es sind aber ideale Ergebnisse, kontextunabhängig und vor allem wenig in der Situation des Lernenden in einer schulartigen Lernsituation relevant. Lehrende können aus diesen Ergebnissen kaum abschätzen, welches Unterrichtsangebot was bei den einzelnen Lernenden in ihrer Struktur- und Lerngeschichte und damit auch in der Kommunikation auslöst. Zu berücksichtigen sind die Multidimensionalität, die Simultaneität, die Unvorhersehbarkeit, die Öffentlichkeit und die Geschichte einer Lerngruppe.

## Die didaktische Konzeption des Unterrichts

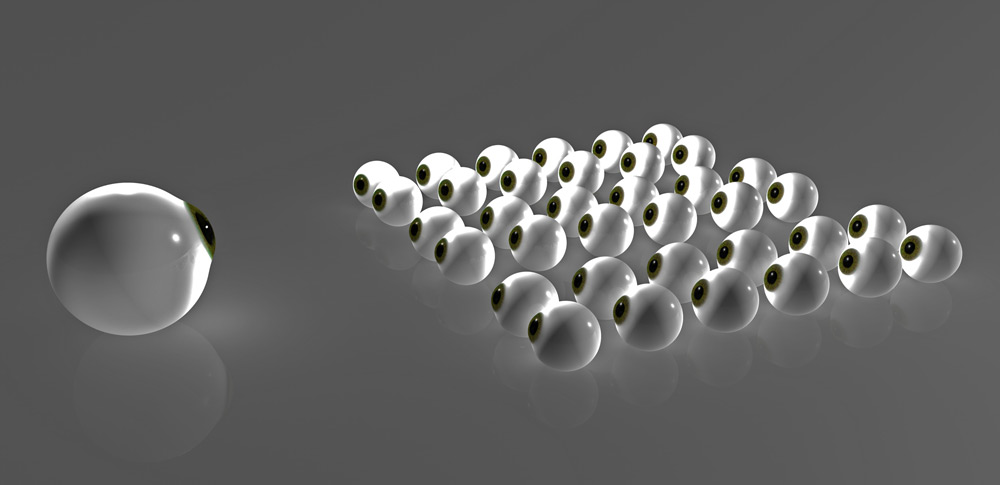
Frontalunterricht (Symbolgrafik)

Zum Unterricht gehören die didaktische Konzeption des Lehrenden und die dabei verwendeten Unterrichtsmethoden.
Eine didaktische Konzeption beinhaltet eine Reihe von bewussten und unbewussten Entscheidungen:
- Welche Unterrichtsprinzipien will ich verwirklichen, welche nicht? (z. B. das Prinzip der Selbstorganisation, Prinzip der Bestrafung, erzieherischer Missbrauch usw.)
- Welche Methoden sind für meine Ziele am geeignetsten?
- Welchen Kommunikationsstil möchte ich in meiner Lernkultur aufbauen und pflegen?
- Welche Inhalte und welche Art von Wissenskonstruktionen möchte ich anbieten, und welche davon sind für welche Lernende am besten geeignet?
- Welche Art von Leistungsbewertung und Leistungsbeurteilung werde ich anwenden?
- Welche Erfahrungsmuster verwende ich, und welche Routineentscheidungen treffe ich gegenüber einer Klasse oder einem Lernenden?[18]

## Unterricht als Wissensvermittlung
Die Lernpsychologie unterscheidet Wissenstypen: Deklaratives Wissen über Sachverhalte und Fakten, Prozedurales Wissen über das passende und effiziente Vorgehen (Know-how). Drittens gibt es Metakognitives Wissen über die eigenen Denkvorgänge beim Lernen. Das Wissen stammt entweder aus eigener Erfahrung (Learning by doing) oder aus der Aneignung dargebotener Informationen (Lesen oder andere Vermittlungsformen). Letzteres wird nicht einfach übernommen, sondern mit eigener kognitiver Aktivität dem vorhandenen Wissen zugefügt (Konstruktion von Wissen).
Wissensvermittlung ist in der gegenwärtigen Gesellschaft etwas anderes als vor einer Generation. Modernes Wissen hat zwei Gesichter: Das Wachstum (Explosion) des wissenschaftlichen und technischen Wissens schreitet unvermindert voran und wird dabei immer zerbrechlicher, d. h. erscheint in ständig neuen Variationen. Diese Komplexität erzeugt aber in vielen sozialen und politischen Hinsichten eher einen Traditionsüberhang, der viele Zukunftspläne verlangsamt oder gar versanden lässt.
Schulisches Wissen wird im Glauben an Tradition, Einheitsvorstellungen und die Werte einer Gesellschaft vor allem in vorgegebener Form mit Wahrheits- oder Relevanzanspruch über den vorgegebenen Lehrplan gelehrt. Diese Basis ist aber nicht mehr vereinbar mit neueren wissenschaftstheoretischen Positionen (Kersten Reich, Kösel, Siebert, Schmidt), wo u. a. der Ansatz des Konstruktivismus die Sicht verändert hat, Wissen nicht mehr als einfache Übernahme wahrer Aussagen, sondern als eine Konstruktion anzusehen. Wissen ist aus dieser Sicht in erster Linie Unterscheidung, Ressource, Kontext und Qualifikation. Viele Lehrende beharren dennoch auf dem fachlichen Wahrheitsanspruch mit den Folgen für die Lernenden.
Deshalb weisen die genannten Didaktiker auf den unabdingbaren Charakter der Wissenskonstruktion hin. Statt nur die Oberflächenstruktur des Wissens in Form von inhaltlicher Reproduktion zu bearbeiten, sollte viel deutlicher die Tiefenstruktur des Wissens eingebracht werden. Die Konstruktion von Wissen geschieht danach durch den festgelegten Bezugsrahmen, die verwendeten Wissenslogiken, die passenden Wissensarten und den jeweiligen Kontext. In der Schule und Hochschule sollte eher die Wissens-Architektur gelehrt werden als nur die reinen Inhalte.
Die Fachdidaktiken sind nach dieser Version aufgerufen, die formale Struktur des Wissensgebietes weit mehr in den Vordergrund zu rücken. So wird im Geschichtslernen mehr auf den Konstruktcharakter des historischen Wissens hingewiesen, wodurch sich die Faktengläubigkeit der Lernenden relativiert.

## Unterrichtsqualität
Unterricht dient aus Sicht der Lehr-Lern-Forschung dem Aufbau von Wissen, Verständnis und Schlüsselqualifikationen der Schüler. Bei diesem Lehr-Lern-Prozess hängen je nach Qualität des Unterrichts 20–40 % des Lernerfolgs vom gehaltenen Unterricht ab.
Unterricht gilt über die verschiedenen Theorien hinweg als gelungen, wenn er zu Lernerfolgen führt. Dies hängt von der Qualität des Unterrichtsprozesses ab, der anhand empirischer Gütekriterien beschrieben werden kann. Daneben spielt der Lehrende eine wichtige Rolle für das Gelingen von Unterricht. Auf der anderen Seite kommt es darauf an, inwieweit dieses Angebot von den Schülern genutzt wird. Die tatsächlich zur Verfügung stehende aktive Lernzeit sowie die Unterstützung durch außerschulische Lernaktivitäten sind hierbei wichtige Faktoren. Schließlich wird das Gelingen des Unterrichtsprozesses immer abhängig sein einerseits von den individuellen Voraussetzungen des Schülers (Chreoden mit familiärem und sozialem Hintergrund, mit den Vorkenntnissen, dem Selbstvertrauen, den Lernstrategien etc.), andererseits vom jeweiligen Kontext des Unterrichtsgeschehens. Darunter ist vor allem der soziale Kontext der Schule, die Lernkultur, das Schulklima, die Altersstufe, die Lehrerpersönlichkeit oder die Klassenzusammensetzung zu verstehen.
Es gibt in der Literatur eine Reihe von Qualitätsmerkmalen für einen gelingenden Unterricht:
| Merkmale nach Hilbert Meyer: 1. Klare Strukturierung des Lehr-Lern-Prozesses 2. Intensive Nutzung der Lernzeit 3. Stimmigkeit der Ziel-, Inhalts- und Methodenentscheidung 4. Methodenvielfalt 5. Intelligentes Üben 6. Individuelles Fördern 7. Lernförderliches Unterrichtsklima 8. Sinnstiftende Unterrichtsgespräche 9. Regelmäßige Nutzung von Schüler-Feedback 10. Klare Leistungserwartungen und Kontrollen | Andreas Helmke schlägt die folgenden 10 Gütekriterien vor: 1. Klassenführung (Regeln/Normen, Zeitmanagement, Umgang mit Störungen) 2. Lernförderliches Klima 3. Motivierung 4. Klarheit und Strukturiertheit 5. Schülerorientierung 6. Aktivierung 7. Sicherung 8. Wirkungsorientierung 9. Passung/Umgang mit Heterogenität 10. Methodenvielfalt |

Diese Gütekriterien sind berechtigt, sie sind aber vielseitig interpretierbar und müssten auf eine operative Ebenen gebracht werden. Vielfach wird auch die mangelnde Kohärenz (Zusammenhang und Stimmigkeit der Faktoren untereinander) übersehen.
Eine Auffassung, es gebe genau eine optimale Unterrichtsmethode, ist irritierend. Sie unterstellt eine immer gleich wirkende Grundlage, in der man glaubt, durch einen moralisch aufgeladenen Begriff „gut“ das komplexe Geschehen im Unterricht und seine umgebenden Faktoren mit einer moralischen Semantik bestimmen zu können. Es gibt viele Versionen, die eine größere Wahrscheinlichkeit des Erfolgs im entsprechenden Kontext versprechen.
Außerdem unterschlagen die Gütekriterien entscheidende Dimensionen in der Tiefenstruktur des Unterrichts, z. B. die Aufarbeitung geschädigter Lernender durch frühere Erfahrungen mit Etikettierung, Kränkung und Resignation oder eine mangelnde Wertschätzung und Geborgenheit bei Lehrenden bei einer funktionalen Bewertung durch Noten und Bildungsaktien im Bildungstauschmarkt.

## Die Lehrerpersönlichkeit im Unterricht

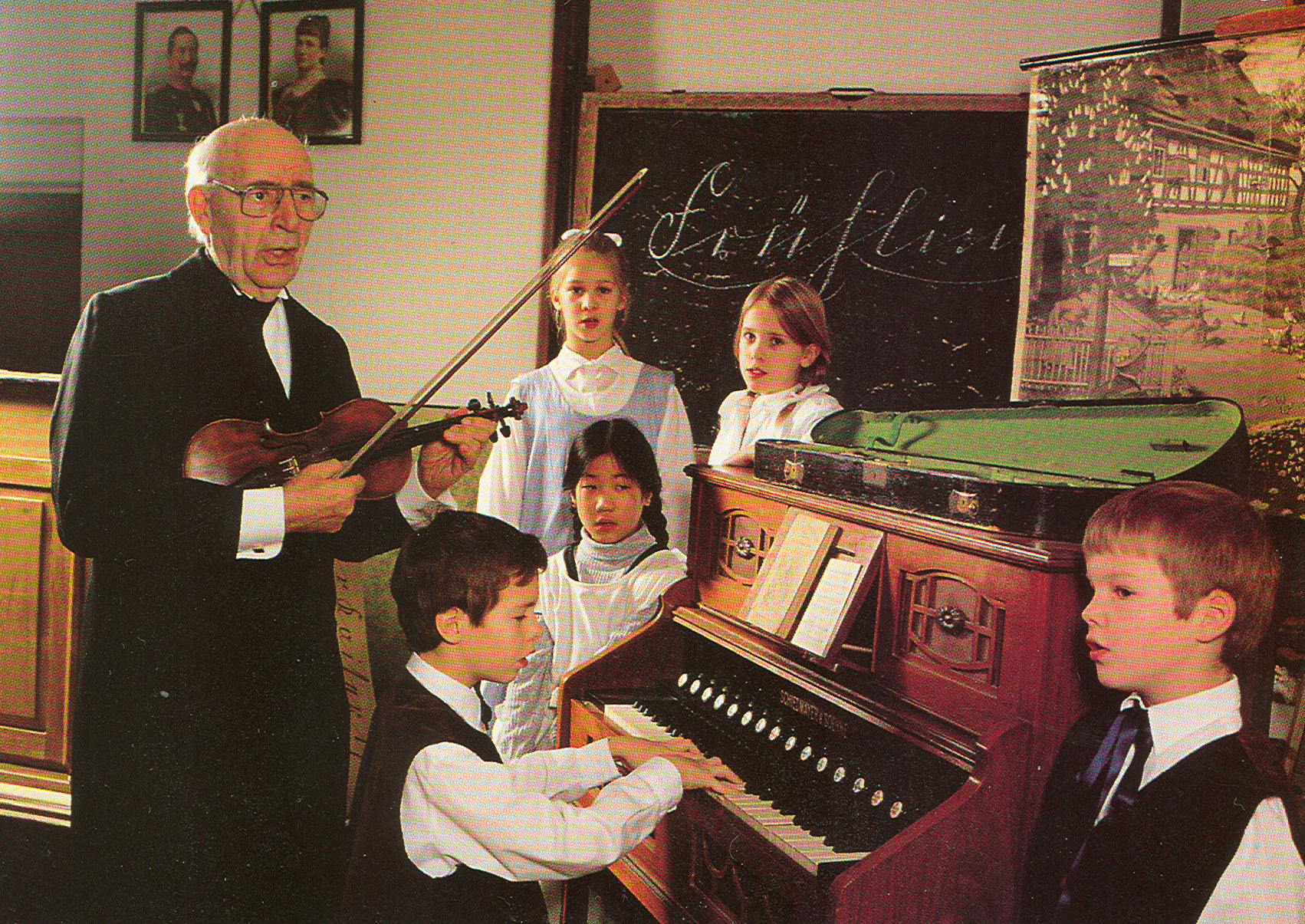
Carl Cüppers beim Musikunterricht im traditionellen Stil

Den Unterricht beeinflusst u. a. auch die Lehrerpersönlichkeit: Ein Alpha-Typ (mit eigener Entschlusskraft und Energie) oder ein Omega-Typ (ohne eigene Initiative, in alten Mustern verharrend, Angst und Konfusion bei neuen Anforderungen) wirkt über seine Grundhaltung auf den Unterricht bewusst oder unbewusst durch die Auswahl von Methoden, Leistungsbeurteilung, Vorliebe für bestimmte Schüler, Unterrichtsstil usw. ein.
Einen grundlegenden Überblick über die dazu relevante pädagogisch-psychologische Forschung gibt Rainer Bromme. Franz E. Weinert wandte sich bereits früh von der Betrachtungsweise (Persönlichkeits-Paradigma) ab, da derartige Kriterien nicht für Prognosen des Leistungserfolgs der Schüler taugen. Die folgende Phase der Forschung kann als Prozess-Produkt-Paradigma gekennzeichnet werden mit der Suche nach einzelnen messbaren Lehrerverhaltensweisen, die zu Leistungszuwachs führen (Wenn-Dann-Beziehungen). Mit einer solchen auf äußeres Verhalten ausgerichteten behavioristischen Forschung ließ sich der allgemeingültig erfolgreiche Lehrer nicht erfassen. Die Forschung unter dem Experten-Paradigma sieht den Lehrer vor allem in der Rolle des Experten bzw. Fachmanns für Unterricht, welcher den Schülern Lerngelegenheiten zur Verfügung stellt.
Ein neuer Versuch, Unterrichtsgeschehen zu erfassen, findet sich bei Kösel in einem systemisch orientierten Resonanzansatz: Die gegenseitige Resonanz zwischen Lehrenden und Lernenden ist mit vielen Dimensionen in einer Lernkultur miteinander vernetzt. Konditionale Abhängigkeiten im Sinne von wenn-dann-Sätzen werden hier abgelehnt, weil dabei viele Faktoren ausgeschaltet werden und kaum zu ergiebigen Ergebnissen für das unterrichtliche Handeln führen. Resonanzen entstehen, wenn die Muster und Bewusstseinstrukturen unter den Beteiligten in ein korrespondierendes Verhältnis kommen. Das Gegenteil, die Esonanz, ist das Auseinanderdriften von psychischen und energetischen Zuständen zwischen Lehrenden und Lernenden im Unterricht (im Bereich des Wissenserwerbs, der Lerngruppen, in der Gestaltung von Lernkulturen usw.).
Schließlich entscheidet der Lehrende im Unterricht und danach, welche Bildungsaktien (Zertifikate, Noten) er dem einzelnen Lernenden verteilt und unter welchen Bedingungen (bewusst oder verborgen) er im Unterricht Lernende fördert oder behindert. Die Leistungsbeurteilung als Grundrahmen für den Bildungstauschmarkt ist ein unterschwelliger Begleiter im Unterricht geworden. Aus der Sicht des Lernenden ist ständig und überall der Blick des Lehrenden zu beachten: Was zählt er, was nimmt er an mir nicht wahr, welche Leistung bewertet er wie?

## Unterricht im Kontext

### Didaktische und methodische Arrangements
Den Unterricht bestimmen vom Lehrenden ausgewählte didaktische Prinzipien und Methoden:
- die Sachebene durch die Auswahl und Ordnung der konkreten Inhalte nach didaktischen Kriterien wie Bildungsgehalt, Anknüpfung, Exemplarität, Gegenwartsbedeutung, Zukunftsbedeutung, Strukturieren, Reduzieren der Stoffe (vor allem nach Wolfgang Klafki: Didaktische Analyse)
- die didaktische Unterrichtsstruktur durch Funktionsstellen wie Problemorientierung, Erarbeitung, Üben, Transfer, Reflexion, hintergründige Wissens-Logiken, Wissenskontexte usw.
- die konkrete Unterrichtssteuerung in der Planung und Durchführung: Ziele setzen, Verläufe planen, Prioritäten entscheiden, üben, verankern, emotionale Verknüpfung usw.
- die langfristige didaktische Steuerung von Lerngruppen durch Rollenverteilung, Selbst- und Fremd-Erwartungen, Führungsstile, Gruppenentwicklung über Methoden der Verständigung und Kommunikation, der Selbstorganisation, des Gruppenfeedbacks, der Kooperation, der Gruppenrituale, des Abbaus von Aggression und Frustration: etwa Meinungsmarkt, Selbstaufklärung, Phantasie-Reisen, Methoden der Erzählung, Entspannungsmethoden, Interaktionstraining usw.
- die konkreten Methoden der Lerngruppensteuerung: Erwärmung, Intervenieren, Zeitstrukturen vorgeben, Impulse setzen, Normen einführen, Erwartungen formulieren, Bezugsrahmen setzen, selbstständiges Lernen im Projekt, Brainstorming, Clusterbildung, Metaplantechnik, Moderation, Beratung usw.
- die Methoden zur langfristigen Persönlichkeitsbildung: biographische Selbstreflexion, Erwärmungstechniken, Methoden der Selbstkontrolle und Selbst-Suggestion, Umgang mit Glaubenssystemen, Umgang mit Angst und Wut, Training neuer Denkweisen, Beziehungsklärung, professionelle Gesprächsführung usw.

### Lernkultur
Unterricht ist eingebettet in eine bestimmte Lernkultur bzw. in der beruflichen Bildung in eine Betriebs- und Schulkultur.
Lernkultur kann als ein Gesamtgefüge von bildungsrelevanten Elementen umschrieben werden, wie z. B. die Art und Weise der Zeitstrukturierung, der Bewertung von Leistungen, von Überzeugungen, Regeln und Werten, von Kommunikationsverhalten, der Lösung von Konflikten, der Formen des Zusammenlebens, wie Anerkennung und Wertschätzung, das Gefüge von Festen und Feiern und Ritualen und schließlich die Art der Leistungsbewertung. Andere Begriffe sind Unterrichtsklima oder Klassen- und Schulklima.
Nach E. Kösel darauf es darauf an, welcher Typ einer Lernkultur in einem Schulsystem vorherrscht: eine Lernkultur mit ausgewiesenen Optionen, einer Fassaden-Kultur, Schwammkultur, einer Lernkultur mit dauernd wechselnden Entscheidungen oder mit einer rigiden Leistungsorientierung. Dabei spielt der Schulleiter eine entscheidende Rolle, ob dieser eher eine Alpha-Dominanz oder eine Omegadominanz aufweist. Sind die Prinzipien und Entscheidungen eines Lehrenden nicht konform mit den Regeln und Normen der didactic-community, kommt es oft zu Esonanzen und z. T. Mobbing.
Unterricht wird dann jeweils das Spiegelbild einer Lernkultur sein.

### Ort der Leistungsinterpretation
Die Leistungsinterpretation als Festlegung von Lernergebnissen wird durch eine Reihe von gravierenden Faktoren bestimmt: Ziffernnoten als symbolische Verrechnung, Bildungstauschmarkt, juristische Rahmenbedingungen, Fremd- und Selbstwahrnehmung bei Lehrenden und Lernenden, willkürliche Festlegung von Bezugsrahmen in der Interpretation, diagnostische Fähigkeiten von Lehren, die mathematischen Verrechnungsmodi der Noten (z. B. Normalverteilung), die Typen von Lehrerprofilen, der fragwürdige Begriff der Intelligenz und Begabung, die Mechanismen des Underachievement, die Etikettierung von Schülerverhaltensweisen von Lehrenden, Lernenden und Eltern, die Bedeutung der jeweilig relevanten Lernkultur, der Einfluss/Druck der Eltern aus elitären Bildungsschichten, Normenbesetzung bei Lehren durch die didactic community usw. Man kann also davon ausgehen, dass die tatsächlichen Leistungen von Wissen und Wissenskonstruktionen bei Lernenden niemals objektiv einzuschätzen sind.

### Merkmal der Zugehörigkeit zu einem sozialen Status
Im deutschen Schulsystem soll nach der Begabung und Leistung selektiert werden. Durch die Schulformwahl nach dem 10. oder 12. Lebensjahr treten auch soziale Folgen auf: Neue „Klassen“ (elitäre Bildungsschichten, Underachiever, bildungsferne Schichten, Migrantenmilieus) bilden sich, die jeweils eigene Bewusstseinssysteme entwickelt haben. Sie bilden interne Strukturen und verhalten sich im Bildungsbereich entsprechend:
Beispiel der Underachievment-Gruppe:
Diese Schicht hat einen Kern, den man wie folgt beschreiben kann: Aufrechterhaltung der eigenen Semantik: Insidersprache, Dialekt, Witze, Sprüche, Verteidigung der eigenen Werte, wie z. B. Solidarität gegenüber Fremden von außen. „Wir haben unseren eigenen Stolz“. Außenwahrnehmung durch die Bildung eines Randes (Enklave, Ghettoisierung, Elitebewusstsein), nachbarschaftliche Anerkennung oder Ablehnung. Die Gewährung von Schutz den Mitgliedern gegenüber anderen Klassen und Erwartungen, Risiko der Veränderungen und Desorientierung beim Verlassen der Schicht, Verratsverdacht, Missachtung der eigenen Familie durch Verlassen der eigenen Schicht, soziale Kontrolle („Schafft er es oder nicht, warum muss jeder heute auf das Gymnasium?“) – Angst vor dem neuen „höheren Milieu“ mit ihrem „fremden Getue“- Ausgesprochene Top-down Haltung (politisch hoch relevant zur Erhaltung des gegenwärtigen konservativen Wählerpotentials „Die Oberen haben immer das Sagen“, „Was will da ein Kleiner etwas bewirken. Die Oberen werden es schon richten“). Aufrechterhaltung und damit Internalisierung der Oben- unten Grammatik in allen Bildungsbereichen (in der Organisation, in der Wissens-Ausrichtung der Lehrpläne, in den Schularten und deren Stufung).
Eltern, die aus einem sozial niedrigen Milieu stammen, haben bereits ein archaisches Skript für sich und ihre Kinder entwickelt: „Wir gehören nicht zur Klasse der Oberen. Wir haben die Zugehörigkeit zu Unseresgleichen. Wir sind auch solidarisch mit ihnen, mag das Schicksal auch noch so hart sein.“ Dadurch ist es auch leichter zu erklären, dass die anhaltende Debatte über den Aufstieg von unterprivilegierten Schülern nur teilweise aus der Anreizstruktur des mehrgliedrigen Schulsystems zu erklären ist, sondern es trägt auch die Geschlossenheit sozialer Unter- und Mittelklassen ihren Teil zum Underachievemant bei.

### Lebenswelt von Kindern und Jugendlichen
Wenn man Lebenswelt als eine Konstruktion einer sozialen Wirklichkeit beschreiben will, waren die Dimensionen Geborgenheit, Wertschätzung, Solidarität, Normativität, Leistung, Musterbildung, Kern- und Randbildung, Umgang mit Unsicherheit, Umgang mit Mythen der älteren Generation, Versorgungsmentalität, Hoffnung auf einen Arbeitsplatz, Angst vor Arbeitslosigkeit, Selbstorganisation, Selbstverantwortung und Selbstorientierung in einer globalisierten Welt wohl die wichtigsten Bereiche.
Lernende und Lehrende leben in einer funktional-differenzierten Gesellschaft und in einem postmodernen Bewusstsein, in der Pluralität, Diversität und Vielheit vorzufinden sind. Sie erleben auch im Unterricht diese Diversität. Dabei entstehen Paradoxien: einerseits die Diversität in allen Bereichen, andererseits der ständige Druck nach Einheitlichkeit im Verhalten und in der Wissenskonstruktion durch den Lehrplan und die Bildungsstandards.
Lehrende wie Lernende verinnerlichen häufig auch gegenüber den oben erwünschten Dimensionen die Mechanismen der Etikettierung, Selektion, Typisierung während des Unterrichts und der umgebenden Lernkultur. Sie entwickeln Bewusstseins- und Verhaltenstrukturen, die ihnen das „Überleben“ des Unterrichts im Alltag ermöglichen.
Sie erleben auch in unterschiedlicher Weise, wie sie von Lehrenden und ihren Mitschülern wahrgenommen und interpretiert werden. Dabei sind die Dimensionen der Wahrnehmung häufig an die in der Gesellschaft vorgegebenen Schichtzugehörigkeiten und deren Übernahme durch die Lehrenden gebunden.

## Erziehungswissenschaftliche Grundlegung
Didaktik und Pädagogik beschäftigen sich wissenschaftlich mit dem Unterricht:
- mit seiner gesellschaftlichen Bedeutung
- seiner Organisation
- der Konstruktion von Wissen
- Festlegung von Unterrichtsinhalten
- Wissenskonstruktion durch den Lehrenden
- Dynamik des Unterrichts
- Unterrichtsplanung
- der Kommunikation im Unterricht
- der gegenseitigen Wahrnehmung von Lehrenden und Lernenden
- der Leistungsinterpretation von Lehrenden
- Lernerfolgen
- wissenschaftlichen Methoden und Prognosen für einen gelungenen Unterricht

Es gibt keine einfache Übernahme des Lerninhalts durch die Lernenden, von der Konstruktion oder Präskription des Lehrenden zum Lernenden, vielmehr entstehen unterschiedliche gegenseitige Resonanzen auf Grund der jeweils individuellen Verfasstheiten. Sie reichen von hoch motivierter Adaption bis zur radikalen Ablehnung des einzelnen Lernenden.

### Die Kommunikation im Unterricht
Die älteren Kommunikationsmodelle von „Sender“ und „Empfänger“ sind auch für den Unterricht überholt. Hilfreich ist es, immer zwischen der Sachebene und der Beziehungsebene zu unterscheiden und die entsprechenden Gesprächsmethoden anzuwenden. Angemessen ist für E. Kösel die Betrachtung der Unterrichtsabläufe mit Mitteln der Systemtheorie. Rückkopplungsschleifen und ein ständiges Feedbackverhalten sind einzubauen, um die Unterscheidungen (z. B. bei der Wissenskonstruktion des Lehrenden in die sog. „Driftzone“ oder bei Eigenleistungen der Lernenden) überhaupt zu einer gegenseitigen Resonanz führen können.

## Probleme in der Unterrichts-Realität und in der medialen Wahrnehmung
Der Unterricht hat mit zahlreichen Rahmenbedingungen zu kämpfen. Dazu gehört der Mangel an Lehrern, an sinnvoller Ausstattung und an geeigneten Räumen. Häufig sind die Klassengrößen zu groß. Zudem wirken Probleme des räumlichen und sozialen Schulumfelds in den Unterricht hinein.
In den Medien ist regelmäßig von Brennpunktschulen und unhaltbaren Zuständen im Unterricht die Rede, insbesondere von Unterricht, der im Chaos versinkt, bewussten aggressiven Störmanövern von Schülern, überforderten Lehrern, Machtkampf zwischen Schülern und Lehrern, Schulschwänzen, Nachgehen unterrichtsferner Beschäftigungen während des Unterrichts, Mobbing, Hyperaktivität. Hinzu kommen Drogenproblematik, Vandalismus, Kriminalität, Gewalt.
Aufsehen erregte 2006 der Brandbrief von Lehrern der damaligen Rütli-Oberschule in Berlin-Neukölln. Die medien-wirksamen Ereignisse lösten eine bundesweite Debatte aus über Unterrichtsformen, Schulformen und die Grenzen des Bildungsangebots Schule, sie führten zum Teil zu einer polemischen Diskussion insbesondere in den Boulevard-Medien. Problematisch ist die Rolle der Schulaufsicht, die erst reagierte, als die Medien sich einschalteten. Die Rütlischule selbst hat sich inzwischen zu einer Art Pilot-Projekt weiterentwickelt, aus ihr hervorgegangen ist die Gemeinschaftsschule auf dem Campus Rütli als Kern des Projekts „Ein Quadratkilometer Bildung“.

### Ältere Klassiker
- Herbert Gudjons, Silke Traub: Pädagogisches Grundwissen. Überblick, Kompendium, Studienbuch. 13., überarbeitete Auflage. Klinkhardt UTB, Bad Heilbrunn 2020, ISBN 978-3-8252-5523-7.
- Niklas Luhmann: Die Gesellschaft der Gesellschaft, Suhrkamp, Frankfurt/M. 1997. (soziologische Systemtheorie)
- Friedemann Schulz von Thun: Miteinander reden, rororo, Reinbek 1991–1998. (Kommunikationstheorie)

### Aktuell
- K. H. Arnold, U. Sandfuchs, J. Wiechmann: Handbuch Unterricht. Klinkhardt, Bad Heilbrunn 2006, ISBN 3-7815-1443-9.
- Inez De Florio-Hansen: Lernwirksamer Unterricht. Eine praxisorientierte Anleitung. WBG, Darmstadt 2014, ISBN 978-3-534-26379-0.
- Peter Heitkämper: Die Kunst erfolgreichen Lernens. Handbuch kreativer Lehr- und Lernformen. Ein Didaktiken-Lexikon Junfermann, Paderborn 2000, ISBN 3-87387-410-5.
- Andreas Helmke: Unterrichtsqualität. In: D.H. Rost (Hrsg.): Handwörterbuch Pädagogische Psychologie. Beltz, Weinheim 2010, ISBN 978-3-621-27690-0.
- Andreas Helmke: Unterrichtsqualität: Erfassen, Bewerten, Verbessern. Kallmeyer, Seelze 2007, ISBN 978-3-7800-1004-9.
- Michael Jachmann: Noten oder Berichte. Die schulische Beurteilungspraxis aus der Sicht von Schülern, Lehrern und Eltern. Leske + Budrich, Opladen 2003, ISBN 3-8100-3752-4.
- Edmund Kösel: Die Modellierung von Lernwelten.
  - Band 1: Die Theorie der Subjektiven Didaktik. 4. Auflage. SD-Verlag, Bahlingen 2004, ISBN 3-8311-3224-0.
  - Band 2: Die Konstruktion von Wissen. Eine didaktische Epistemologie. 2007, ISBN 978-3-00-020795-2.
  - Band 3: Die Entwicklung postmoderner Lernkulturen. 2. Auflage. 2008, ISBN 978-3-00-020794-5.
- Peter Menck: Unterricht - Was ist das? : eine Einführung in die Didaktik. 2016 (uni-siegen.de [abgerufen am 15. Januar 2022]).
- Hilbert Meyer: Was ist guter Unterricht? 15. durchges.  Auflage. Cornelsen Scriptor, Berlin 2016, ISBN 978-3-589-22047-2.
- Paul, Marén, Johannes Diedrich: Auf die Klasse – fertig – los! Das Handbuch für guten Unterricht in Theorie und Praxis inkl. 144 Unterrichtsmethoden. 2021, ISBN 978-3-7487-8203-2.
- Werner Sacher: Leistungen entwickeln, überprüfen und beurteilen. 6., erweiterte Auflage, Bad Heilbronn 2014, ISBN 978-3-7815-1980-0.
- Uwe Schaarschmidt, U. Kieschke: Gerüstet für den Schulalltag. Psychologische Unterstützungsangebote für Lehrerinnen und Lehrer. Weinheim 2007.
- Norbert Seibert: Kindliche Lebenswelten. 6. Auflage. Klinkhardt, Bad Heilbrunn 2014, ISBN 978-3-7815-1980-0.
- Johannes Uhlig, H. Solga, J. Schupp: Ungleiche Bildungschancen. Welche Rolle spielen Underachievement und Persönlichkeitsstruktur. WZB, Berlin 2009. (online)
- Felix Winter: Leistungsbewertung. Eine neue Lernkultur braucht einen anderen Umgang mit Schülerleistungen. 5. Auflage, Hohengehren 2012, ISBN 978-3-8340-1122-0.
- Michael Wächter: Das Lernen lernen (Informationen und Tipps zu Lerntechniken für Lernende an der Schule), Gratis-Download beim Bildungsserver mundo kostenfrei zugänglich über: https://mundo.schule/details/SODIX-0001015263